# Parila
Jezero Parila je laguna u Neretvanskoj dolini. Nalazi se u blizini grada Ploča. Površina iznosi 1,79 km².
Parila, Galičak I, Galičak II i uvala Blace čine zaštićeno područje, posebni ornitološko-ihtiološki rezervat Ušće Neretve.